# Sven Pettersson (Skispringer)
Sven Erik Artur Pettersson (* 24. Juli 1927 in Härnösand; † 19. April 2017 in Sundsvall) war ein schwedischer Skispringer.
Pettersson nahm für Schweden an den Olympischen Winterspielen 1956 in Cortina d’Ampezzo teil und erreichte von der Normalschanze den fünften Platz. Ein Jahr zuvor hatte er sich den Startplatz durch den Sieg im Skisprungwettbewerb bei den Schwedischen Skispielen (Svenska Skidspelen) erkämpft.